# بارتولومئو ۲۵۵۱۹
سیارک ۲۵۵۱۹ (به انگلیسی: 25519 Bartolomeo، نامگذاری:1999XS101) بیست و پنج هزار و پانصد و نوزدهمین سیارک کشف شده‌است که در ۷ دسامبر ۱۹۹۹ کشف شد.
قدر مطلق سیارک برابر ۱۱.۷ است.